# Something Good – Negro Kiss
Something Good – Negro Kiss er en amerikansk stumfilm fra 1898 af William Selig.
Filmen viser et par, der kysser og holder hinanden i hånden. Det formodes at være det første kys mellem afroamerikanere vist på film. Scenen afviger fra datidens fremherskende stereotype og racistiske præsentation af afroamerikanere. Filmen var anset for tabt, indtil den blev fundet i 2017. Filmen blev i 2018 optaget i det amerikanske National Film Registry.